# 140 aC
El 140 aC  va ser un any del calendari romà prejulià. Durant la República i l'Imperi Romà es coneixia com l'Any del Consolat de Cepió i Leli Sapient o també any 614 Ab urbe condita o de la fundació de la ciutat). L'ús del nom «140 aC» per referir-se a aquest any es remunta a l'alta edat mitjana, quan el sistema Anno Domini va ser el mètode de numeració dels anys més comú a Europa.

## Esdeveniments

### Antic Egipte
- Publi Corneli Escipió Africà Emilià dirigeix un grup d'ambaixadors romans cap a Alexandria, on es reuneixen amb Ptolemeu VIII Evèrgeta II.[2]

### Imperi Selèucida
- Diòdot Trifó, tutor del rei selèucida Antíoc VI Dionisi de només 10 anys, suborna als metges perquè l'infant mori en una operació quirúrgica, i es proclama rei a si mateix.[3]
- Els parts ocupen Selèucia del Tigris, Babilònia i Dura Europos. El rei Demetri II Nicàtor només conserva la part sud de Mesopotàmia, l'anomenada Caracene o Mesene.[3]
- Laodicea de Fenícia (futura Beirut) és totalment destruïda en les lluites entre Diòdot Trifó i Antíoc VII Sidetes (o Evergetes) pel tron de l'Imperi Selèucida.[4]

### República Romana
- Aquest any són elegits cònsols Quint Servili Cepió i Gai Leli Sapient.[5]
- Segons Ciceró, aquest any coincideixen competint en un festival Luci Acci i Marc Pacuvi, dos poetes tràgics.[6]
- Dècim Juni Silà Manlià pretor l'any 142 aC a Macedònia, va cometre tants actes d'extorsió i robatori que els macedonis el van acusar davant el senat al seu retorn a Roma. El senat encarrega la investigació al seu propi pare biològic Tit Manli Torquat a petició pròpia. Torquat condemna al seu fill al desterrament i Silà es suïcida. El seu pare no va al funeral.[7]

### Hispània
- Servili Cepió va com a cònsol a Hispània per substituir al seu germà Quint Fabi Màxim Servilià en la direcció de la guerra lusitana contra Viriat. Màxim Servilià havia signat un tractat de pau amb Viriat que havia estat confirmat pel Senat, però Cepió, al·legant que el tractat era desfavorable per Roma, convenç el Senat d'atacar a Viriat primer de manera encoberta i després reprenent la guerra obertament.[8]

## Naixements
- Luci Licini Cras, que més tard serà consol romà.[9]
- Tigranes, que serà rei d'Armènia (data aproximada).[10]